# M-603
La M-603 es una carretera de la Red Principal de la Comunidad de Madrid. Con una longitud de 4,87 km, une Fuencarral (Madrid) con Alcobendas.

## Historia
En febrero de 2023, un tramo dentro del término municipal de Alcobendas fue cedido a su ayuntamiento, con el objetivo de realizar una reforma integral y convertirlo en la Gran Vía de Alcobendas.

## Trayecto
Esta vía une entre sí los municipios de Madrid y Alcobendas.
Se encuentra duplicada la calzada en todo su recorrido, si bien no reúne las características de autopista ni de autovía al existir puntos donde no es posible el vallado perimetral de la carretera.

## Tráfico
Según las estadísticas de tráfico, en 2023 la intensidad media diaria alcanzaba la cifra de 33616 vehículos diarios, con un 9,72 % de tráfico de camiones.